# Brassolis boliviana
Brassolis boliviana är en fjärilsart som beskrevs av Rothschild 1916. Brassolis boliviana ingår i släktet Brassolis och familjen praktfjärilar. Inga underarter finns listade i Catalogue of Life.